# Мајкл Џексон
Мајкл Џозеф Џексон (енгл. Michael Joseph Jackson; Гери, 29. август 1958 — Лос Анђелес, 25. јун 2009) био је амерички музичар, текстописац, филантроп и један од комерцијално најуспешнијих и најутицајнијих музичара и забављача свих времена. Његови доприноси музици, плесу и моди, заједно са приватним животом праћеним јаким публицитетом, чинили су га значајном фигуром у популарној култури четири деценије. Мајкл Џексон је једна од највећих звезда популарне културе двадесетог века. Због велике славе и талента који је имао, постао је познат као краљ поп музике. Соло каријеру је започео 1971. године након дебија на професионалној сцени 1964. као водећи и најмлађи члан групе Џексон 5.
Почетком 1980-их Џексон је постао доминантна фигура у поп музици. Његов шести студијски албум „Thriller”, издат 1982. године, најпродаванији је албум свих времена. Четири од осталих његових издања, „Off the Wall” (1979), „Bad” (1987), „Dangerous” (1991) и „HIStory: Past, Present and Future, Book I” (1995), такође спадају међу најпродаванијим музичким материјалима на свету. Наступима и спотовима, Џексон је популаризовао неколико комплексних плесачких техника као што су робот и месечев ход. Широко се наводи као најзаслужнији за преображај музичких спотова из промотивне алатке у уметничку форму са спотовима песама: „Beat It”, „Billie Jean” и „Thriller”, који су га учинили првим афроамеричким извођачем са снажним публицитетом на Музичкој телевизији (енгл. Music Television, скр. MTV). Његов јединствен музички звук, вокални стил и кореографије су инспирисале бројне поп, рок, ритам и блуз и хип хоп извођаче, рушећи културне, расне и генерацијске баријере. Два пута уврштен у         „Рокенрол кућу славних”, његова остала достигнућа су многи Гинисови рекорди, укључујући и рекорд за „Најуспешнијег забављача свих времена”, 15 Греми награда, 26 америчких музичких награда, 13 бр. један синглова, и процењена продаја од преко 750 милиона албума широм света. Био је истакнут филантроп и хуманитарац који је зарадио и донирао милионе долара подржавши 39 акција и основавши своју фондацију.
Џексонов приватни живот је изазивао контроверзе годинама. Промена његове појаве се примећивала од краја 1970-их и почетком 1980-их, са променама облика његовог носа и боје његове коже које су резултовале широко медијско извештавање. Године 1993. окривљен је за сексуално злостављање детета иако није био оптужен. Два пута се женио, прво 1994. а затим и 1996, постајући отац троје деце. Једно дете је родила сурогат мајка. Године 2005. је званично оптужен за малтретирање детета и затим поново ослобођен оптужби. Док се спремао за своју последњу концертну турнеју 2009, педесетогодишњи Џексон је преминуо услед предозирања лековима за успављивање и смирење. Његова комеморација је приказивана уживо широм света и посматрало ју је око милијарду људи.

## Живот и каријера

### Младост и Џексон 5 (1958—1975)
Мајкл Џозеф Џексон је рођен у Герију, Индијана 29. августа 1958. године. Син је Џозефа Волтера и Кетрин Естер (рођене Скрус). Осми је од десеторо деце. Остатак породице чине: Реби, Џеки, Џексон, Џермејн, Латоја, Марлон, Брандон, Ренди и Џенет. Џозеф је радио у фабрици челика и наступао је у ритам и блуз бенду званом Фалкони (енгл. The Falcons) са својим братом Лутером. Мајкл је одрастао под великим утицајем своје мајке, која је била члан Јеховиних сведока.
Још од детињства Џексона је отац физички и ментално злостављао. Током дуготрајних увежбавања и проба често је тучен и вређан. Малтретирање у овом добу оставило је последице на његов живот. Једном приликом Џозеф се попео у дечју собу ушавши кроз прозор. Упао је док су деца спавала са застрашујућом маском на лицу урлајући из свег гласа јер, како је касније објашњавао, хтео је да их научи да не остављају прозор отвореним када оду на спавање. Годинама касније, Мајкл је имао кошмаре у којима је киднапован из своје собе. Године 2003. Џозеф је признао телевизији Би-Би-Си да је тукао своју децу. Џексон је први пут отворено причао о злостављању којем га је отац подвргавао у интервјуу са Опром Винфри 1993. године. Рекао је да је током детињства често плакао јер се осећао усамљеним и да би му често позлило чим би угледао свог оца. У интервјуу са Мартином Баширом, познатом као „Живот са Мајклом Џексоном” (енгл. Living with Michael Jackson, снимљеном 2003), горко је заплакао током разговора о свом детињству. Изјавио је да се још увек сећа како је Џозеф седео у фотељи са каишем којим би тукао своју децу кад год не би добро вежбали, објаснивши: „Кад не би одрадио како треба, поцепао би те”.
Џексон је свој музички таленат показао веома рано, наступајући као петогодишњак на божићним концертима. Године 1964. заједно са братом Марлоном придружио се групи Браћа Џексон (енгл. The Jackson Brothers), коју су чинили њихова браћа Џеки, Тито и Џермејн. На почетку, свирали су конго и тамбурину. Млади Мајкл је затим почео да наступа као пратећи вокал и да плеше, а када је напунио осам година, он и Џермејн постали су водећи вокали. Тада је назив групе промењен у Џексон 5 (енгл. The Jackson 5). Бенд је наступао по средњем Западу од 1966. до 1968. Често је наступао и у клубовима за одрасле. Године 1966. победили су на најзначајнијем локалном музичком такмичењу извевши песму Џејмса Брауна „I Got You (I Feel Good)”.
Након учешћа на поменутом такмичењу, Џексон 5 је снимио неколико песама, укључујући и дебитантски сингл „Big Boy” за издавачку кућу Стилтаун 1967. Идуће године су потписали уговор са Мотаун рекордсом. Магазин „Ролинг стоун” је описао младог Мајкла као чудо са огромним музичким даром истичући да је брзо постао фронтмен и водећи вокал у групи: „Иако је имао дечји пискав глас, плесао је као одрастао и певао је са краљевима ритма, блуза и госпела као што су Сем Кук, Џејмс Браун, Реј Чарлс и Стиви Вондер.” Група је поставила рекорд када су њена четири сингла („I Want You Back”, „ABC”, „The Love You Save” и „I‘ll Be There”) доспела један за другим на чело листе „Билборд хот 100”. Током раних година групе, тим за односе с јавношћу издавачке куће тврдио је да је Мајкл имао девет година, две мање него што је заправо имао, да би публици изгледао љупкији. Између 1972. и 1975. године Џексон је издао укупно четири соло студијска албума за Мотаун, међу којима и „Got to Be There” и „Ben”. Они су објављивани под франшизом Џексон 5 и са њих су издати успешни синглови попут „Got to Be There”, „Ben” и „Rockin' Robin”. Продаја албума групе је почела падати 1973. године, а Мотаун јој је стриктно забранио да снима или објави било какав материјал. И поред тога бенд је постигао неколико топ 40 хитова, укључујући и топ 5 диско сингл „Dancing Machine” и топ 20 хит „I Am Love”.

### Прелазак у Епик и „Off the Wall” (1976—1981)
Џексон 5 је напустио Мотаун 1975. да би затим потписао уговор са Си-Би-Ес рекордсом у јуну исте године, придружујући се Интернешенл рекордсу из Филаделфије а затим и Епик рекордсу. По завршетку правног поступка, група је преименована у Џексонови (енгл. The Jacksons). Након промене назива, бенд је наставио са наступима објављујући још шест албума између 1976. и 1984, у току којих је Мајкл био његов главни текстописац. Написао је хитове „Shake Your Body (Down the Ground)”, „This Place Hotel” и „Can You Feel It”. Године 1978, тумачио је улогу Страшила у филмском мјузиклу „The Wiz”. Снимања је заказивао Квинси Џонс са којим се спријатељио током продукције филма. Том приликом Квинси је пристао да буде продуцент певачевог наредног соло албума, „Off the Wall”. Године 1979, Џексон је поломио нос за време једне комплексне плесачке рутине. Операција носа која је следила није била у потпуности успешна. Џексон се жалио на потешкоће које је имао током дисања. Другу операцију носа, као и све остале, обавио је др Стивен Хоефлин.
Џонс и Џексон су заједнички продуцирали албум. Поред певача, текстописци су били и Род Темпертон, Стиви Вондер и Пол Макартни. Издат 1979. године, „Off the Wall”, био је први албум који је објавио четири америчка топ 10 хита од којих су се два нашла на врху листе „Билборд хот 100”, „Don't Stop 'til You Get Enough” и „Rock With You”. Налазио се на трећем месту „Билбордових 200 најбољих албума”. Званично, продат је у седам милиона копија у Америци од двадесет милиона широм света. На додели Америчких музичких награда 1980, освојио је три награде: за најбољи соул и ритам и блуз албум, најбољег мушког соул и ритам и блуз извођача и за најбољи ритам и блуз сингл („Don't Stop 'Til You Get Enough”). Те године, постао је власник Билбордове музичке награде за најбољи албум једног црног извођача и Греми награде за најбоље мушко ритам и блуз вокално извођење (за „Don't Stop 'Til You Get Enough”). Упркос комерцијалном успеху, Џексон је сматрао да је албум требало да има много већи утицај и био је одлучан у томе да надмаши своја достигнућа следећим издањем. Године 1980, Џексон је зарађивао највише новца у музичкој индустрији у односу на укупан профит свог албума и то 37 процената.

### „Thriller” и „Мотаун 25” (1982—1983)
Џексон је 1982. снимио песму „Someone in the Dark" која је била део музике за филм И-Ти: Ванземаљац. Песма се нашла на плочи која је освојила Греми за најбољи албум за децу. Исте године, извођач је објавио свој други албум за Епик, „Thriller”. „Thriller” се налазио на „Билбордовој листи 200 најбољих албума” 80 узастопних недеља од којих је 37 био на врху. Први је албум који је лансирао седам топ десет синглова међу којим и „Billie Jean” и „Beat It”. Одликован је двоструким дијамантским тиражом за продају од око 29 милиона копија у Сједињеним Америчким Државама. Тренутно је најпродаванији албум у Сједињеним Државама и на свету свих времена са процењеном продајом између 47 милиона и 110 милиона копија иако својевремено није имао готово никакву промоцију.

Џексонов правни заступник Џон Бранка је истицао да је његов клијент финансијски стекао највише признање у музичкој индустрији. Скоро два долара му је припадало за сваки продати албум. Џексон је такође рекордно профитирао од компакт-дискова и продаје документарца The Making of Michael Jackson‘s Thriller који је продуцирао са Џоном Лендисом. Документарац, финансиран од стране Музичке телевизије, продат је у преко 350 хиљада копија за пар месеци. Тадашњи период је бележио производњу лутки са Џексоновим ликом које су се појавиле у продавницама у мају 1984. са ценом од дванаест долара. Биограф Ренди Тараборели је написао: „У неком тренутку, „Thriller” се престаје продавати као магазин, играчка или улазница за хит филм а онда се почиње продавати као кућна потрепштина.” Гил Фризен, председник Еј-Енд-Ем рекордса је рекао да „цела индустрија има интерес у овом успеху.” Необично за то време, са албума је објављено седам синглова. „Тајм” магазин је објавио да је „Thriller” пружио (музичком) бизнису најбоље године још од 1978. када је његов домаћи годишњи доходак у Сједињеним Америчким Државама био преко четири милијарде долара. Магазин је називао Џексона: „Краљем плоча, радија, спотова. Човеком који сам спашава музички бизнис. Текстописцем који ствара битове за декаду. Плесачем са најелегантнијим стопалом на улици. Певачем који прекида све границе укуса, стила и боја такође.” 
 „Њујорк тајмс” га назива „музичким феноменом” истичући да „у свету поп музике, ту је Мајкл Џексон и ту су сви остали.” „Вашингтон пост” је објавио да је албум отворио пут до славе другим извођачима међу којим и Принцу.
Џексонова популарност још више расте након 25. марта 1983. године и наступа на прослави 25 година постојања Мотауна познатој као „Мотаун 25: Јуче, данас, заувек” (енгл. „Motown 25: Yesterday, Today, Forever”). Прво је наступио са својом браћом, а затим и самостално изводећи песму „Billie Jean”. Тада је први пут извео свој препознатљиви покрет, месечев ход. Наступ је посматрало око 47 милиона телевизијских гледалаца (оволики број гледалаца није био забележен од наступа Елвиса Преслија и Битлса у емисији Еда Саливана). „Њујорк тајмс” је објавио: „Месечев ход који је урадио је препознатљива метафора његовог плесачког стила. Како то ради? Као техничар, сјајан је илузиониста и јединствен мимичар. Његова вештина да држи једну ногу праву док другом клизи, изискује савршен тајминг.”

### Пепси, „We Are the World” и бизнис каријера (1984—1985)
Године 1984. Џексон је снимао рекламу за Пепси колу која је представљала симулирани концерт где он наступа са својом браћом пред пар хиљада људи. У току снимања, неко га је из публике погодио ватрометом у главу. Опекотине које је претрпио биле су другог и трећег степена. Пепси му је осигурање отплатио без суђења. Од отплаћеног новца, Џексон је 1,5 милион долара дао једном центру који се бавио помагањем људима са опекотинама. Доцније је имао своју трећу операцију носа. Исте године 14. маја, позван је да дође у Белу Кућу да прими награду коју ће му уручити амерички председник Роналд Реган. Награда му је дата због подршке хуманитарне акције за одвикавање возача од алкохола и дрога. Те 1984. је освојио и рекордних осам Греми награда. За разлику од осталих албума, „Thriller” није имао званичну турнеју којом би се промовисао. Ипак, Џексон се придружио својој браћи на турнеји албума „Victory” на којој је приказао доста свог новог соло материјала. Турнеју је укупно посматрало више од два милиона Американаца. Певач је донирао својих пет милиона долара зарађених на турнеји у хуманитарне сврхе. Џексон акције наставља песмом „We Are the World” коју је написао са Лајонелом Ричијем. Као сингл, песма је објављена 1985. године широм света. Основни циљ је био да се помогне сиромашнима у Африци и Сједињеним Америчким Државама. Њих двојица су били једни од 39 славних личности чији су вокали били на плочи. Сингл је постао један од најпродаванијих свих времена са око 20 милиона продатих копија.
Док су Џексон и Пол Макартни радили на два хит сингла, „The Girl Is Mine” и „Say Say Say”, спријатељили су се. Често су се посећивали, а у једном од разговора Макартни је поменуо Џексону милионе долара које зарађује од власништва над ауторским правима за музичка дела. Зарађивао је близу четрдесет милиона долара годишње од права над песмама других извођача. Сам Џексон је затим започео своју бизнис каријеру, продајући и купујући права дистрибуције музике од многих извођача. Мало касније, „Northern Song”, музички каталог који садржи хиљаде песама међу којим и песме Битлса, био је на продаји.
Џексон је одмах показао интересовање за каталог. Изјавио је: „Не занима ме. Хоћу те песме. Донеси ми те песме Бранка (његов правни заступник).” Бранка је затим контактирао Макартнијевог заступника који је одговорио да његовог клијента лицитација не занима. Након што је Џексон започео преговоре, Макартни је променио мишљење и покушао је да убеди Јоко Оно да му се придружи на лицитацији што је она одбила тако да је и он сам одустао. Џексон је победио остатак конкуренције у преговорима који су трајали десет месеци. Купио је каталог за 47,5 милиона долара. Поводом тога, Макартни је изјавио: „Мислим да је лукаво урадити тако нешто.” Реагујући на изјаву, биограф Ренди Тараборели је казао: „Макартни је зарађивао милионе долара од музике других људи. Имао је више новца од Џексона у том тренутку тако да је могао лицитирати и отклонити бригу хоће ли његов пријатељ купити.”

### Појава, таблоиди и „Bad” (1986—1987)
Џексонова кожа је била тамносмеђе боје током његове младости али је постајала током осамдесетих година прошлог века све светлија. Ова промена је добила распрострањено медијско извештавање и гласине да Џексон избељује своју кожу. Средином осамдесетих му је дијагнозиран витилиго и лупус. Обе болести су га чиниле осетљивим на Сунчеву светлост. Ову дијагнозу потврдио је Арнолд Клајн, Џексонов дугогодишњи дерматолог. Третмани које је користио заједно са шминком су заједнички створили његову појаву другачијом. Структура његовог лица се исто тако променила. Неколико хирурга је нагађало да је имао више операција и то: носа, чела, усана и јагодица.
Промене на његовом лицу биле су делом условљене губитком тежине. Џексон је губио тежину почетком осамдесетих због промена дијета и жеље за „телом плесача”. Поједини сведоци који су га виђали, тврдили су да је имао честе вртоглавице и анорексију нервозе. Неки лекари су изјавили да верују да певач има дисморфофобију, односно да је преокупиран страхом да је његова појава ружна или дефектна. Џексон је тврдио да му је нос два пута оперисан и да није имао каквих других операција иако је једном изјавио да му је направљен мали расцеп код подбратка.
Таблоиди су 1986. тврдили да Џексон спава у хипербаричној комори како би успорио процес старења. Објављена је фотографија где он лежи у великом стакленом сандуку. Иако је тврдња била нетачна, певач је није демантовао. Џексон је затим купио шимпанзу имена Баблс са којим је почео да се дружи што је још више изразило његову ексцентричну појаву. Године 2003. је изјавио да је Баблс користио његов тоалет и да му је сређивао собу. Касније је било објављено да је Џексон купио кости Џозефа Мерика (познатог због своје дефектне грађе). Ту гласину је тек 1993. демантовао у интервјуу са Опром Винфри. Све ове приче и многе друге су му наденуле надимак Ћакнути Џеко (енгл. Wacko Jacko) за који је рекао да га презире. Схватајући своју грешку, престао је да се бави причама које се врте у медијима. Како год, на крају су сами медији почели да објављују своје приче.
Џексон је затим промовисао свој предстојећи филм Капетан ИО. Филм је режирао Франсис Форд Копола. Био је најскупљи продуцирани филм по минуту и приказиван је у Дизнијевим парковима.
Са првим албумом у пет година, индустрија је ишчекивала још један велики хит. Џексонов седми студијски албум, „Bad”, имао је слабије продајне карактеристике у односу на „Thriller” али је забележио солидан комерцијалан успех. У Сједињеним Државама је лансирао седам хит синглова од којих су пет („I Just Can‘t Stop Loving You”, „Bad”, „The Way You Make Me Feel”, „Man in the Mirror” и „Dirty Diana”) досегли прво место на „Билборду хот 100”, што га чини албумом са највише бр.1 синглова икада. Први је албум икада који је доспео на првом месту топ-листи у двадесет и пет земаља и био је најпродаванији албум у свету 1987. и 1988. године. До 2008. је продат у осам милиона копија у Сједињеним Државама и у 30 милиона широм света.
Године 1987. Џексон је одлучио да не буде више члан Јеховиних сведока због њиховог негодовања спота песме „Thriller”. Светска турнеја албума је трајала од 12. септембра 1987. до 14. јануара 1989. Само у Јапану, било је одржано 14 распродатих концерата на којим је присуствовало око 570 хиљада гледалаца. Џексон је поставио Гинисов рекорд када га је посматрало више од 504 хиљаде људи на седам концерата на Вембли стадиону. Наступио је на 123 концерта са укупном посетом од 4,4 милиона људи. Још један Гинисов рекорд је поставио зарадом 125 милиона долара на турнеји. Током путовања је давао донације болницама и сиротиштима.

### Аутобиографија, имање и „крунисање Краља попа” (1988—1990)
Џексон је 1988. године издао своју прву аутобиографију, „Moon Walk” (срп. „Месечев ход”), коју је писао четири године. У њој говори о свом детињству, искуствима са Џексон 5 и злостављању када је био дечак. Такође је писао о својим пластичним операцијама, описао је промену структуре лица у пубертету, губитак тежине, стриктну вегетаријанску дијету, промене фризура и наступе. Књига је досегла прво место на листи бестселера магазина „Њујорк тајмс”. Касније, Џексон је издао филм „Moonwalker” који у уводу сажето хронолошки приказује догађаје из његове каријере да би затим и филм у којем су он и Џон Пески главне улоге. Moonwalker се одмах по свом издању нашао на врху „Билбордове” листе најбољих спотова на касети где је остао 22 недеље. Иронично, филм је сменио са тог места спот Michael Jackson: The Legend Continues.
У марту 1988, Џексон је купио земљиште близу Санта Ињеза, Калифорнија где је саградио ранч назвавши га Неверлендом (срп. Недођија). Имање површине 11 km² и вредности 17 милиона долара је обезбеђивало 40 чувара. На њему се налази забавиште, биоскоп и менажерија. Вредност Неверленда је 2003. године процењена на скоро 100 милиона долара. Године 1989, Џексонова зарада од продаја албума, концерата и другог била је око 125 милиона долара. Касније, певач је постао први западњак који се појавио на телевизијској реклами у Совјетском Савезу.
Успеси током осамдесетих су му доделили титулу „краља попа”. Тако га је представила глумица и његова пријатељица Елизабет Тејлор када му је уручивала награду за извођача деценије 1989. и притом га назвала „правим краљем попа, рока и соула”. Председник Џорџ Х. В. Буш уручио је певачу у Белој кући награду за извођача деценије због његових достигнућа током осамдесетих.
Од 1985. до 1990, Џексон је поклонио 500 хиљада долара једној добротворној организацији која помаже црнцима, а сву зараду од свог сингла „Man in the Mirror” дао је у хуманитарне сврхе. Његово извођење песме „You Were There” 1990. године на прослави 60. рођендана Семија Дејвиса Џуниора било је номиновано Еми наградом.

### „Dangerous”, фондација и XXVII Супербол (1991—1993)
У марту 1991, Џексон је обновио уговор са Сонијем за рекордних 100 милиона долара. Свој осми албум, „Dangerous”, издао је исте године. До 2008, „Dangerous” је продат у око седам милиона примерака у Сједињеним Државама и у 32 милиона копија широм света. Најуспешнији је њу џек свинг албум свих времена. У Сједињеним Државама, албумов први сингл „Black or White” је био његов највећи хит, достигавши прво место на „Билборду хот 100” листи и бивајући на тој позицији седам недеља. Други сингл, „Remember the Time”, је био осам недеља међу пет најбољих синглова исте листе (односно на трећем месту). Ту песму је 1993. Џексон изводио на додели Соул трејн награда седећи у инвалидским колицима. Поводом тога је изјавио да је повредио ногу на проби. У Уједињеном Краљевству и у осталим деловима Европе, „Heal the World” је био највећи хит са албума, продат у 450 хиљада копија у Британији где је био пет недеља на другој позицији.
Џексон је 1992. године основао Heal the World фондацију (срп. Излечи свет). Хуманитарна организација је доводила непривилеговану децу на певачево имање да виде и искусе све оно што до тада нису могла. Фондација је слала милионе долара широм света за помоћ угроженој деци.
Светска турнеја албума „Dangerous” је почела 27. јуна 1992. и завршила се 11. новембра 1993. Џексон је одржао 67 концерата на којим га је посматрало укупно 3,5 милиона људи. Сви профити од концерата су отишли ка поменутој фондацији. Права приказивања турнеје су продата Ејч-Би-Оу телевизији за рекордних 20 милиона долара. Након болести и смрти Рајана Вајта, певачевог пријатеља, Џексон је допринео томе да јавност нешто више сазна о сиди која јој тада није била у потпуности позната. На једној свечаности коју је приредио тадашњи амерички председник Бил Клинтон, јавно је све замолио да донирају новац организацијама које се баве превентивом и лечењем ове заразе.
Касније, посетио је неколико афричких земаља, међу којима и Габон и Египат. По доласку у Габон, дочекало га је око 100 хиљада људи. Неки од њих су носили натписе „Добродошао кући, Мајкл”. Приликом боравка у Обали Слоноваче, Џексона је као краља Санија крунисао један племенски старешина. Џексон се захвалио великодостојницима на француском и енглеском да би затим потписао званична документа формализујући своје величанство. На крају је сео на златни престо и одгледао церемонијалне плесове. Један од најпризнатијих његових наступа је био током полувремена 27. Супербола. Том приликом је извео неколико својих песама уз пратњу ватромета и многих специјалних ефеката. Наступ је посматрало око 135 милиона Американаца. Иначе то је први Супербол где је публика у току полувремена била један од извођача. На 35. додели Греми награда у Лос Анђелесу, Џексону је додељена награда „Жива легенда” (енгл. Living Legend Award). „Black or White” је био номинован за најбоље вокално извођење. „Jam” је био номинован у двема категоријама: за најбоље ритам и блуз вокално извођење и за најбољу ритам и блуз песму.

### Прве оптужбе и прво венчање (1993—1994)
Џексон је 1992. године дао интервју Опри Винфри који је трајао 90 минута. То је био његов први телевизијски интервју од 1979. године. Причао је о свом детињству и о малтретирањима које је морао да трпи од свог оца. Веровао је да је изгубио много тога као дете и додао је како често плаче због тога. Демантовао је тврдње таблоида да је купио кости Човека слона или да је спавао у хипербаричној комори. Извођач је први пут причао о промени боје своје коже говорећи да има обољење звано витилиго. Интервју је гледало око 90 милиона Американаца чиме је заузео четврто место на листи најгледанијих непрофитних програма у историји америчких телевизија. Тада је такође започета и јавна дебата на тему витилига, болести која до тада је била мало позната. Албум „Dangerous” је поново издат и поново се пробио међу десет најбољих на листама широм света.
Џексон је 1993. године оптужен за сексуално малтретирање тринаестогодишњег Џордана Чендлера и то непосредно од самог детета и његовог оца Ивана Чендлера. Тада се, логично, пријатељство између Џексона и Чендлера завршило. Временом касније Иван је у сниманим разговорима изјављивао да ако прође кроз ово, „узеће велике паре”, и да нема шанси да ће изгубити. Додао је и да ће проћи кроз све да би Џексонова каријера била готова. Годину касније су се срели. Џордан је рекао свом оцу да је Џексон додиривао његов пенис. Иван Чендлер и Џексон су посредством својих правних тимова започели неуспешне преговоре око финансијског договора; иницирао их је Иван а извођач је дао неколико понуда. Џордан Џендлер је рекао психијатру и касније полицији да га је Џексон принуђивао на љубљење, мастурбацију и орални секс. Наводно је дао детаљан опис поменутог.
Званична истрага је почела. Неверленд је истражен, деца која су била тамо и чланови породице су снажно демантовали приче да је Џексон педофил. Његова слика у јавности је поготово окаљана када га је сестра Латоја оптужила да је педофил да би тај став касније оповргла. Џексон је пристао на свлачење договорено на имању. Истрага је вођена ради поређења тела са описом коју је дечак дао. Доктори су изјавили да постоји доста сличности између описаног и виђеног али да то не може бити дефинитивно јер је било питање да ли оно дечак што је описао видео или је добио информације од неког другог. Џексон је давао емоционалне изјаве на разним догађајима, говорио је да је невин, критиковао је кроз шта је све прошао као и свлачење које је морао вршити.
Џексон је почео узимати лекове за смирење, валијум, ксанакс и ативан да би пребродио стрес у току истраге. У току јесени 1993. године постао је зависан на дроге. Његово здравствено стање је било толико нарушено да је одложио светску турнеју и имао је вишемесечно одвикавање од дрога. Због стреса престао је да се храни и тиме је изгубио велики део тежине. Видевши да је немогуће да настави процес, пријатељи и јавни представници су га представљали тако да је већину каснијег тока пропустио.
Реакције медија су ставиле Џексона у незавидну позицији. Навођено је да новцем „крије” своја дела дајући велике своте. Првог јануара 1994. године, Џексонови заступници су се састали са породицом Џендлер и њиховим тимом ван суда и исплатили 22 милиона долара. Након тога, Џордан Чендлер је одбијао да настави кривични поступак. Џексон више није био оптужен, доказа није било довољно и држава је затворила случај. У једном интервјуу који је дао са својом будућом женом Лисом Мери Пресли, изјавио је да није никада повредио дете као и да је платио зато што је случај могао да траје и до седам година и да је тако учинио услугу оцу детета које је наводно злостављао. Након Џексонове смрти 2009. године, Џордан је признао да је под притиском оптужио певача као и да није био злостављан.
Касније, исте године, Џексон је оженио Лису Мери Пресли, једину ћерку Елвиса Преслија. Први пут су се срели 1975. године за време посете Џексонове породице Ем-Џи-Ем Гранд хотелу да би поново 1993. године помоћу заједничког пријатеља. Били су у контакту сваког дана преко телефона. Када су оптужбе са узнемиравање детета постале јавне, Џексон се везао за Пресли због подршке коју му је пружала. Она је говорила да не верује да је било шта лоше урадио и да се заљубљује у њега. Додала је да га жели спасити и да мисли да може то урадити. Када је Џексон разговарао са њом телефоном јесени 1993. године, запросио ју је питањем: „Ако бих те питао да се удаш за мене, да ли би пристала?” Венчали су се у Доминиканској Републици у тајности. Након мање од две године, развели су се оставши пријатељи.

### „HIStory”, друго венчање и очинство (1995—1999)
Џексон је 1995. године ујединио свој каталог „Northern Songs” са једним Сонијевим издавачким одељењем створивши „Sony/ATV Music Publishing”. Тако је постао власник пола компаније зарађујући 95 милиона долара и добијајући права на још више песама. Након тога, објавио је албум на два диска „HIStory: Past, Present and Future, Book I”. Први диск, „HIStory Begins”, компилација је петнаест највећих песама; 2001, тај диск је поново издат, под именом „Greatest Hits: HIStory Vol. I”. Други диск, „HIStory Continues”, садржи петнаест нових песама. Албум је дебитовао на првом месту у Сједињеним Државама где је продат у 7 милиона копија. „HIStory” је најпродаванији свих времена на свету у категорији албума који се састоје од два или више дискова и то у 20 милиона копија (односно 40 милиона дискова). Био је номинован за Греми награду за најбољи албум.
Први издати сингл са албума је био „Scream/Childhood”. „Scream” је дует Џексона и његове најмлађе сестре, у то време најплаћеније и најпопуларније певачице, Џенет Џексон. Сингл је први у историји листе „Билборд хот 100” који је дебитовао на петом месту и био је номинован Гремијем за најбољу поп вокалну сарадњу. „You Are Not Alone” је био други сингл. Држи Гинисов рекорд као прва песма икада која је дебитовала на првом месту поменуте листе. Песма је номинована Гремијем за најбоље поп вокално извођење. Крајем 1995. године, Џексон је пребачен у болницу након губитка свести током пробе за један телевизијски наступ; разлог томе је био напад панике. „Earth Song” је био трећи сингл са албума и нашао се на врху у Уједињеном Краљевству где је продат у око милион копија што га чини певачевим комерцијално најуспешнијим у тој земљи.
Светска турнеја албума „HIStory” је почела 7. септембра 1996. и завршила се 15. октобра 1997. године. Џексон је одржао 82 концерта на пет континената, у 35 земаља тј. у 58 градова пред укупно више од 4,5 милиона људи што ту турнеју чини његовом најпосећенијом. Током турнеје у Аустралији, певач се оженио дерматолошком сестром Дебром Џин Роув са којом је добио сина, Мајкла Џозефа Џексона Јуниора (познат као Принц) и ћерку, Парис Мајкл Кетрин Џексон. Пар се први пут срео средином осамдесетих када је певачу дијагнозиран витилиго. Дебра му је помагала годинама при лечењу болести и пружала му емоционалну подршку. Створили су јако пријатељство да би се онда заљубили једно у друго. Првобитно нису планирали да се венчају али након сазнања Дебрине трудноће, Џексонова мајка је захтевала венчање. Пар се развео 1999. године, а Дебра је препустила Џексону пуно старатељство над децом и остала је са њим пријатељ.
Године 1997, издат је албум „Blood on the Dance Floor: HIStory in the Mix”. Садржи ремиксе хит синглова са албума „HIStory” и пет нових песама. До 2007. године албум је продат широм света у 6 милиона копија чиме је и најпродаванији ремикс албума свих времена. Био је на првом месту у Уједињеном Краљевству као и његов насловни сингл. У Сједињеним Државама, био је платинастог тиража иако се нашао тек на 24. месту по продаји.
Током јуна 1999, Џексон је био укључен у низ хуманитарних акција. Заједно са Лучаном Паваротијем је присуствовао на добротворном концерту у Модени, Италија. Концерт је подржала непрофитна организација Ворчајлд са циљем да помогне избеглицама са Косова као и незбринутој деци из Гватемале. Касније истог месеца, Џексон је организовао два концерта под називом „Мајкл Џексон и пријатељи” (енгл. Michael Jackson & Friends), од којих се по један одржао у Немачкој и у Кореји. Други извођачи који су наступали, били су: Слеш, Скорпионс, Лутер Вандрос, А. Р. Рахман, Прабу Дева Сундарам, Шобана Ћандракумар, Андреа Бочели и Павароти. Сав зарађен новац је прослеђен Црвеном крсту, организацији Деца Нелсона Менделе и Унеску.

### Конфликт, „Invincible” и треће дете (2000—2003)
Џексон је 2000. године постао власник још једног Гинисовог рекорда. Држи рекорд као славна личност која је подржала највише хуманитарних акција, укупно 39. Џексон је чекао дозволу да му буду враћене матрице његових албума што би му омогућило да врши промоцију свог претходног материјала. Тиме би спречио Сони да учествује у расподели профита од његовог старог материјала. Певач је очекивао да се ово деси почетком новог миленијума, међутим, због ситних слова и различитих одредби уговора, одговор на његов захтев је још увек годинама далеко. Покренуо је истрагу. Испоставило се да је адвокат који га је заступао у овом послу, представљао компанију Сони и на такав начин створио сукоб интереса. Џексон је био забринут због још једног сукоба интереса. Сони је годинама преговарао о куповини његовог музичког каталога. Уколико би се Џексонова каријера или финансијска ситуација погоршала, извођач би био принуђен да прода свој каталог. Међутим, уколико би Сони поседовао овај каталог, то би омогућило тој компанији да оствари зараду на пропасти Џексонове каријере. Ове сукобе, Џексон је употребио како би раскинуо сарадњу. Пре издања предстојећег албума, Џексон је обавестио тадашњег водећег човека Сонија, Томија Мотолу, да ће напустити његову компанију. Након издавања албума, предвиђени синглови, спотови и промоције су отказани. Певач је изјавио у јулу 2002. да је Мотола ђаво и расиста који не подржава афроамеричке извођаче, него их користи искључиво због своје личне користи. Оптужио га је да је рекао за његовог колегу Ирва Готија да је „дебели црња”. Сони је оспоравао све наведене тврдње истичући да је Џексон одбио да одржи турнеју у Сједињеним Америчким Државама. Џексон је кривио Сони и музичку индустрију за расизам оптужујући их за активну кампању која је вршена против њега.
Шест година након свог последњег студијског албума и након провођења доста времена крајем деведесетих и почетком новог миленијума у јавности, Џексон је издао свој десети студијски албум, „Invincible”. Да би га промовисао што боље, организовао је два специјална концерта у Медисон сквер гардену поводом тридесет година своје соло каријере. Концерти су одржани у септембру 2001. године, а Џексон се појавио на бини заједно са браћом први пут од 1984. Осим њих, наступили су: Ашер, Мија, Витни Хјустон, Ен Синк, Слеш и многи други. Убрзо после напада 11. септембра 2001. године, Џексон је допринео организацији хуманитарног концерта „Уједињени стојимо: Шта још могу дати” (енгл. United We Stand: What More Can I Give) који се одржао у Вашингтону 21. октобра исте године. Крај концерта су обележили многи извођачи предвођени њим и песмом коју је написао, „What More Can I Give”. „Invincible” је био комерцијални успех дебитујући на првом месту у 13 земаља. Продат је у 13 милиона копија широм света. У Америци је одликован дуплим платинастим тиражом. Како год, продаје албума су биле изразито ниже у односу на продаје певачевих претходних издања како због ослабљење музичке поп индустрије и оскудне промоције, тако због спора са Сонијем и турнеје која није одржана. Са албума су издата три сингла: „You Rock My World”, „Cry” и „Butterflies”.
Џексоново треће дете, Принц Мајкл Џексон II (познат као Бленкет), рођено је 2002. године. Џексон није открио идентитет дететове мајке али је рекао да је оно рођено путем вантелесне оплодње. Исте године у новембру, показао је фановима Принца држећи га на балкону једне хотелске собе у Берлину. С обзиром да га је држао преко ограде и то на четвртом спрату, медији широм света су га негативно критиковали. Касније, Џексон се извинио за инцидент називајући га ужасном грешком. Сони је 2003. године издао компилацију Џексонових хитова на компакт диску и на DVD формату. У Сједињеним Државама, албум је заузимао 13. позицију где је одликован платинастим тиражом. У Уједињеном Краљевству је одликован за продају од најмање 1,2 милиона копија.

### Документарац и суђење (2003—2005)
Године 2003, телевизија Гранада је снимила документарац под именом „Живот са Мајклом Џексоном”. У њему, певач је снимљен док се држи за руке и прича о дељењу кревета са младим Гавином Арвизом који га је касније тужио за сексуално малтретирање. У истом документарном филму, приликом снимања је трошио велике своте новца тако да би некад само у једној ексклузивној робној кући потрошио више милиона америчких долара. Кратко након што се филм почео приказивати, Џексона је поменути дечак оптужио за педофилију и давање алкохола. У то време дечак је имао 14 година.
Џексон је демантовао све оптужбе говорећи да та спавања нису била сексуалне природе. Његова пријатељица Елизабет Тејлор га је бранила говорећи да је била ту када су њих двојица: „... били у кревету и гледали телевизију. Ту није било ништа ненормално. Није било додира. Смејали смо се као деца и гледали смо доста тога од Волта Дизнија.” За време истраге, Џексонов профил је истраживао доктор Стен Кец. Било му је потребно неколико сати да то обави и са тужиоцем. Његов закључак је био да је Џексон постао регресивни десетогодишњак и да се ипак не подудара са карактеристикама педофила.
Пре суђења, Џексон је постао зависан од морфина и демерола, поново после скоро једне деценије. Суђење је започето две године након поднесених тужби. Трајало је пет месеци, до краја маја 2005. године. За време суђења, певач је био под јаким стресом и изгубио је много на тежини што је додатно утицало на његову појаву. У јуну, ослобођен је свих оптужби. Након суђења, Џексон се преселио на једно острво у Бахреину где га је позвао шеик Абдулах. Медијски циркус је пратио догађаје.

### Последње године (2006—2009)
Сони је 2006. издао компилацију видео синглова „Visionary: The Video Singles” на европском тржишту. У Сједињеним Државама тај сет је издат 14. новембра 2006.
Током те године Џексон је често имао финансијских проблема, поготово након губитка власништва над Неверлендом. Да би их се решио, половину свог дела каталога је продао Сонију. Након тог пословног подухвата, њему је остало 25% каталога, а Сонију 75%.
Један од првих снимљених његових јавних појављивања од суђења је био исте године у новембру када је посетио Лондон да би се састао са представницима Гинисових рекорда. Они су му уручили признања за осам рекорда међу којим за првог забављача који је зарадио више од 100 милиона долара за годину дана и за најуспешнијег забављача свих времена. Џексон је награђен Дијамантском наградом 15. новембра 2006. за продају више од 100 милиона албума на додели Светских музичких награда. Одмах након смрти Џејмса Брауна, вратио се у Сједињене Државе. Он и осам хиљада других поштовалаца су му одали последњу почаст на сахрани 30. децембра. Крајем 2006. године, Џексон се сложио да подели старатељство над своје прво двоје деце са бившом женом Дебром Роув. Са Сонијем је 2007. године купио каталог „Famous Music LLC”. Ово пословање му је донело права над песмама Еминема, Шакире, Бека и других.
Да би прославио двадесет и пет година од издања албума „Thriller”, Џексон је објавио „Thriller 25”, специјално издање најпродаванијег албума свих времена која се састоји од свих песама са првобитног албума, ремикса, нове песме „For All Time” и спотова. Са реиздања су издата два сингла како би се модернизовао успех: „The Girl Is Mine 2008” и „Wanna Be Startin‘ Somethin‘ 2008”. „Thriller 25” је био комерцијално успешан налазећи се притом на првом месту у осам европских земаља. Досегао је број два у Сједињеним Државама, број три у Уједињеном Краљевству и неко од првих десет места на више од 30 националних листа. За дванаест недеља, „Thriller 25” је продат у више од три милиона копија. Поводом 50. Џексоновог рођендана, Сони је објавио компилациони албум, „King of Pop”. Издат је у одређеним земљама где су фанови сами гласајући одлучивали које ће се песме наћи на њиховој националној верзији. Иако није издат у Северној Америци, „King of Pop” се нашао међу 10 најбољих у већини земаља где је издат.
У марту 2009, Џексон је најавио у лондонској O2 арени да ће ту свој повратак означити низом концерата под називом „This Is It”. Турнеја би била прва Џексонова још од 1997. и називана је једним од најзначајнијих музичких догађаја године који је требало да посматра више од милион људи укупно. Џексон је поменуо могуће пензионисање назвавши концерте последњим спуштањем завесе. Првобитно заказани број од десет концерата је повећан на педесет након рекордно брзо продатих карата. Џексон се припремао за наступе у Лос Анђелесу уз асистенцију кореографа и редитеља Кенија Ортеге. Турнеја би почела 13. јула 2009. и завршила би се 6. марта 2010. године. Мање од три недеље пре првог заказаног шоуа у Лондону и свих распродатих концерата Џексон је преминуо услед срчаног застоја.
Еј-И-Џи лајв, промотер концерата, издао је промотивни спот који је посматрао рекордан број гледалаца британске мреже Ај-Ти-Ви. Према речима Џексоновог вебсајта, продаја карата је срушила неколико рекорда. Ренди Филипс, председник и извршни директор промотера, изјавио је да би певач за првих десет концерата зарадио око педесет милиона фунти. Сонијева филмска компанија Columbia Pictures је направила документарни концерт-филм од снимака са проба. Уговор за филм је донео представницима Џексонове заоставштине деведесет процената од зараде. Премијера је одржана 28. октобра 2009. Нова песма названа „This Is It” је издата 12. октобра 2009. са истоименим албумом који је објављен широм света 26. октобра 2009. и у Северној Америци 27. октобра исте године, дан пре него што је почело биоскопско приказивање Michael Jackson's This Is It. На њему се налазе песме поређане као и у филму, неиздате верзије неких од Џексонових хитова као и јавности раније непозната певачева поема „Planet Earth”.

## Смрт и комеморација
Јуна 25. 2009, Џексон је престао да дише у својој изнајмљеној кући у Лос Анђелесу. Покушаји његовог личног лекара да га оживи били су неуспешни. Хитна помоћ је примила позив у 12:22 по локалном времену да би три минута и шеснаест секунди касније се нашла на датој локацији. Џексон још увек није дисао и одмах му је извршена реанимација. Борба за живот се наставила на путу ка клиници Роналд Реган где је пребачен сат касније у 13:13. Преминуо је у 14:26.
Комеморација је одржана 7. јула 2009, у Стејплс центру, Лос Анђелес пре приватне церемоније на гробљу Форест Лоун. Џексонов сандук је приказан за време комеморације али информација да ли је тело било у њему није објављена. Док незванични извештаји тврде да је церемонију посматрало око милијарду гледалаца, према Нилсену, у Сједињеним Америчким Државама број гледалаца је био 31,1 милион, бројка блиска оној када су гледаоци посматрали 2004. сахрану председника Роналда Регана и 33,1 милион Американаца који су гледали 1997. сахрану Принцезе Дајане.
Стиви Вондер, Лајонел Ричи, Мараја Кери, Џон Мајер, Џенифер Хадсон, Ашер, Џермејн Џексон и Џахин Џафарголи су наступили на догађају. Бери Горди и Смоуки Робинсон су одржали елегије док је Квин Латифа прочитала „We had him”, поему посебно за ту прилику написану од стране Маје Енџелоу. Велечасни Ал Шарптон је добио овације уз аплауз када је рекао Џексоновој деци: „Није било ништа чудно у вези вашег Тате. Било је чудно оно са чим се ваш Тата борио. Али се изборио у сваком случају.” Џексонова једанаестогодишња ћерка, Парис Кетрин, плачући је изјавила публици: „Откад сам рођена, Тата је био најбољи отац каквог можете замислити, и само желим рећи да га волим, пуно.”
Августа 24, многи медији су цитирали анонимне изворе да истражни судија у Лос Анђелесу третира Џексонову смрт као убиство што је и сам судија касније, 28. августа, потврдио. Утврђено је да у време смрти, Џексону су преписивани лекови пропофол, лоразепам и мидазолам. Џексон је сахрањен 3. септембра 2009. у меморијалном парку Форест Лоун у Глендејлу, Калифорнија.

## Уметништво

### Утицаји
Џексонов музички жанр вуче корене из ритам и блуз, поп, соул и Мотаунове музике. На њега су утицали радови иновативних музичара попут Литл Ричарда, Џејмса Брауна, Џекија Вилсона, Дајане Рос, Фреда Астера и бенда Биџиз. Исто тако се дивио извођачима енглеске театралне музичке традиције као што су Бени Хил и Чарли Чаплин.
Иако је Литл Ричард имао огроман утицај на Џексона, Џејмс Браун је за њега био, још од раног детињства, његова највећа „инспирација, маестро или геније” нарочито док је наступао у свом бенду. Изјавио је: „Још када сам био мало дете са не више од шест година, мајка би ме неважно у које доба дана пробудила када бих спавао или када бих било шта радио, дозивала ме да видим на телевизији мајстора свог заната. И када бих му посматрао покрете, био бих хипнотисан. Нисам виђао извођача попут Џејмса Брауна. Тада сам сазнао чиме се желим бавити до краја живота, захваљујући Џејмсу Брауну.”
Џексон на својим вокалним техникама највише дугује Дајани Рос. Октобра 1969. је се преселио да живи са њом. Сматрао ју је мајком и често је посматрао на пробама сматрајући да је усавршен извођач. Касније је признао: „Морао сам је добро познавати. Толико тога ме научила. Обично бих само седео у ћошку да гледам како се креће. Била је умеће у покрету. Проучавао сам како је плесала, како је певала, начин на који она бивствује.” Рекао јој је: „Желим бити као ти, Дајана.” Она му је на то рекла: „Само буди оно што јеси.” Мајкл је присвојио своје „ууух”-ове од ње. Готово увек је наглашавао своје стихове са тим „ууух”. Није га дуго изговарао већ га је пре изражавао као изненадан усклик. Дајана Рос је користила овај ефекат у многим песмама и млади Мајкл је био усхићен да га употреби.

### Теме и жанрови
Стиви Хјуи је рекао да, кроз своју соло каријеру, Џексонова свестраност му је омогућавала да експериментише са разним темама и жанровима. За разлику од многих извођача, Џексон није писао своје песме на папиру. Он је стихове снимао диктафоном, а када би снимао песме, певао би из своје меморије. Албум „Off the Wall” садржи елементе фанка, диско-попа, рока, џеза и поп балада. Истакнути примери поменутог су балада „She‘s Out My Life” и две диско песме „Workin‘ Day and Night” и „Get On the Floor”.
Џексон је изјавио да га је при снимању албума Литл Ричард инспирисао.
Према речима Хјуиа, „Thriller” је усавршио елементе албума „Off the Wall”. Денс и рок песме су биле агресивније док су поп тонови и баладе мекше и духовније. Значајније песме су „Human Nature”, „Billie Jean” и „Beat It”. Кристофер Конели је оценио да је Џексон напредовао са темама попут параноје и тамних слика. Стивен Томас Ерлевајн је истакао да је то евидентно у песмама „Billie Jean” и „Wanna Be Startin' Somethin'”. У песми „Billie Jean”, Џексон пева о опсесивној обожаватељки која тврди да је он отац њеног детета. У „Wanna Be Startin‘ Somethin‘” се буни против медија. Антигангстерска рок песма „Beat It” је први Џексонов успешни рок сингл, наводи Хјуи. Напоменуо је да је насловна песма, „Thriller”, почетак Џексоновог занимања за тему као што је натприродност коју је користио у каснијим годинама. Године 1985, Џексон је написао хуманитарну песму, „We Are the World”. Такве песме је и касније стварао и оне представљају главну компоненту његовог рада и живота.
Концепт превареног љубавника код албума „Bad” се може чути у песми „Dirty Diana”. Водећи сингл, „I Just Can‘t Stop Loving You” је традиционална љубавна балада. „Man In the Mirror” говори о признавању и важним одлукама у животу док „Smooth Criminal” о крвавом нападу и убиству једне жене. Ерлевајн тврди да „Dangerous” приказује Џексона као веома необичну особу. Оценио је да је албум пуно другачији у односу на његове претходне, посвећен је урбаним слушаоцима али и да је атрактиван средњој класи са инспиративним песмама као што је „Heal the World”. Половина песама са албума припада њу џек свинг жанру попут „Jam” и „Remember the Time”. Иначе је први Џексонов албум где су социјални проблеми примарна тема. „Why You Wanna Trip On Me”, на пример, протестује против глади, сиде, бескућништва и дрога. „Dangerous” садржи сексуално одбијена настојања као што је песма „In the Closet”, која говори о жудњи и порицању, ризику и репресији, самоћи и вези, интимности и поверењу. Насловна песма наставља концепт превареног љубавника и жудње. Друга половина садржи интроспективне, поп-госпел инспиративне песме као што су „Will You Be There”, „Heal the World” и „Keep the Faith” које говоре о многим личним сукобима и бригама. Баладу „Gone Too Soon”, Џексон је посветио свом преминулом пријатељу Рајану Вајту којем је сида однела живот као и свим особама зараженим њом.
Најчешћа тема песама са албума „HIStory” је параноја. Посвећена је пажња јавним сукобима које је Џексон имао пре продукције. У њу џек свинг, фанк и рок песмама „Scream” и „Tabloid Junkie” заједно са ритам и блуз баладом „You Are Not Alone”, Џексон реагује на неправедност и изолацију коју осећа, директно изражавајући своју љутњу према медијима. У интроспективној балади „Stranger in Moscow”, Џексон жали за пропуштеним и изгубљеним у животу. „Earth Song”, „Childhood”, „Little Susie” и „Smile” су поп песме са елементима опере. У песми „D.S.”, Џексон директно напада Тома Снедона који га је оптужио да је педофил. „Invincible” је огледало сарадње Џексона и продуцента Роднија Џеркинса. Албум садржи елементе урбан соула („Cry” и „The Lost Children”), балада („Speechless”, „Break of Dawn” и „Butterflies”) и мешавине хип хопа, попа и репа („2000 Watts”, „Heartbreaker” и „Invincible”).

### Вокални стил
Џексон се бавио певањем још од детињства. Његов глас и стил су се изразито мењали, кроз пубертет и његово опредељење да их прилагоди темама и жанровима које је истицао. Између 1971. и 1975, његов тип гласа се благо развијао од дечачког сопрана до високог тенора. Од 1973. почиње да примењује тзв. „вокално штуцање”, које се први пут чуло у песми „It‘s Too Late to Change the Time” са албума Џексонових „G.I.T.: Get It Together”. Џексон није често користио ово штуцање све до продукције албума „Off the Wall”. Циљ ове технике је да се што боље испољи или прикаже одређена емоција, узбуђење, туга или страх. Са издањем албума „Off the Wall”, његове способности као вокалног извођача су постале јако цењене. Allmusic.com га је описао као заслепљујуће надареног вокалисту. Магазин „Ролинг стоун” је упоређивао његов глас са „бездахним, сањалачким замуцкивањем Стивија Вондера”. Описао је Џексонову боју гласа „изванредном и предивном. Благо клизи ка изненадном фалсету који користи веома смело”. Године 1982, када је изашао „Thriller”, „Ролинг стоун” је био мишљења да је Џексон певао потпуно одраслим гласом који је био обојен тугом.
У песмама са албума „Bad” издатог 1987, Џексонов глас је до појаве рефрена јак да би затим био лаганијег тона. Карактеристичан, намерно употребљаван неправилан изговор речи come on (срп. хајде), често је изговарао као cha‘ mone што се може и приметити у песмама. Почетком деведесетих, издао је интроспективни албум „Dangerous” на ком је свој глас пооштрио како би истакао разлику тренутних тема и жанрова у односу на претходне. Говорећи о албуму „Invincible”, „Ролинг стоун” је био мишљења да са своје 43 године, Џексон је још увек наступао са изванредним гласом, израженим ритмом и осцилационом вокалном усклађеношћу.

### Спотови и кореографије
Стиви Хјуи је истакао како је Џексон трансформисао музичке спотове у уметничку форму и промотивну алатку кроз комплексне радње, плесачке рутине, специјалне ефекте и појављивања славних личности, истовремено рушећи расне баријере. Према речима режисера Винсента Петерсона, који је сарађивао са певачем при изради неколико спотова, он је концептуализовао многе тамне и хладне теме у својој филмографији.
Пре издања албума „Thriller”, Џексон се борио за свој публицитет на Музичкој телевизији јер је био Афроамериканац. Притисак од стране Си-Би-Ес рекордса је убедио МТВ да прикаже спотове песама „Billie Jean” и, касније, „Beat It”. Исход тога је било дуго Џексоново партнерство са поменутом телевизијом, њено пласирање на „мапи” и допринос другим црначким извођачима да добију покривеност. Спот песме „Thriller” који има форму кратког филма је јединствен са кореографијом која је постала део опште поп културе, бивајући имитирана свугде почев од индијских филмова до затвора на Филипинима. Држи Гинисов рекорд као најуспешнији спот свих времена.
У деветнаестоминутном споту песме „Bad”, у режији Мартина Скорсезеа, Џексон је почео употребљавати покрете сексуалне природе и кореографије први пут виђене у његовом раду. Повремено би додиривао свој торзо и предео струка. Иако је то описивао као део кореографије, оцене обожавалаца и критичара биле су различите. „Тајм” магазин га је описао грозним. У овом споту се појављује Весли Снајпс. У будућим Џексоновим спотовима често су се појављивале славне личности. За „Smooth Criminal”, Џексон је експериментисао са иновативним антигравитационим нагибом који је изводио на наступима. Тај покрет је у Сједињеним Америчким Државама одобрен као патент бр. 5, 255, 452. Иако спот песме „Leave Me Alone” није званично објављен у Америци, био је номинован за четири „Билбордове” награде намењене спотовима од којих је три освојио. Исте године је добио Златног лава за специјалне ефекте коришћене у продукцији. Године 1990. је освојио Греми за најбољи спот кратке форме.
Награда Музичке телевизије за извођача деценије са најистакнутијим спотовима му је додељена да би затим била преименована у његову част. Сингл „Black or White” је промовисан контроверзним спотом који се 14. новембра 1991. истовремено премијерно приказивао у двадесет и седам земаља. Тада га је посматрало око петсто милиона људи што га чини најгледанијим спотом икада. Садржи сцене насиља и сцене веома наглашеног сексуалног карактера. Те сцене, због којих се Џексон извињавао, уклоњене су како четрнаестоминутни спот не би био забрањен. Сем извођача, у њему се појављују Макали Калкин, Пеги Липтон и Џорџ Вендт.
„Remember the Time” је била сложена продукција и један од његових најдужих спотова. Радњом смештен у Старом Египту, садржао је до тада невиђене визуелне ефекте и у њему се појављују Еди Марфи, Иман и Меџик Џонсон као и упечатљива комплексна плесачка рутина. Спот за „In the Closet” је Џексонов сексуално најпровокативнији спот. У њему плеше са супермоделом Наоми Кембел. Његово приказивање било је забрањено у Јужној Африци.
Спот песме „Scream”, чији је режисер Марк Романек а продукцијски дизајнер Том Фоден, један је од Џексонових најпризнатијих. Године 1995, номинован је чак за једанаест МТВ награда, више него било који други спот, и освојио је награде за најбољи денс спот, најбољу кореографију и најбољу режију. Песма и спот представљају Џексонову реакцију на све оно што су таблоиди објављивали везано за његов приватни живот. Следеће године је освојио Греми за најбољи спот кратке форме. Недуго затим, поставио је Гинисов рекорд као најскупљи спот икада направљен. На њему је потрошено укупно седам милиона долара.
Песма „Earth Song” је промовисана скупим и добро прихваћеним спотом који је номинован Гремијем за најбољи спот кратке форме 1997. године. Спот приказује уништавање животне средине, човекову суровост према животињама, паљење шума, загађење и рат. Употребом специјалних ефеката, време се враћа тако да се и живот враћа, рат нестаје да би све било као што је и првобитно било. Издат 1997. и премијерно приказан 1996. на Канском филмском фестивалу, „Ghosts” је био кратки филм чији су сценарио написали Џексон и Стивен Кинг у а режирао га је Стен Винстон. Траје преко тридесет и осам минута и држи Гинисов рекорд као најдужи спот свих времена.

### Мода
Филип Блох је изјавио: „Мода није имала утицај на Мајкла Џексона, већ је Џексон имао утицај на њу.” Џексон је описиван као особа са потпуно јединственим укусом и стилом. Обично је носио кошуље са ресама, потпетице са платформом, широке звонарице и шешир. Током „Off the Wall” ере, аранжирао је свој стил облачећи смокинг, панталоне скраћених ногавица и дебеле беле чарапе са црним и сјајним лоаферкама. Касније, у току „Thriller” ере, Џексон постаје модна икона која популаризовала неколико детаља носећи их у својим музичким спотовима, на церемонијалним доделама награда и на наступима. Између осталих то су: црвена кожна јакна са спота песме „Beat It”, пилотске сунчане наочаре, војне јакне, увијена коса, кратке панталоне са белим блештавим чарапама, црна јакна са спота „Billie Jean”, црни федора шешир, и најпознатији детаљ, његова светлуцава рукавица коју је премијерно носио на својој левој руци у току „Мотауна 25”.
Крајем 1980-их и почетком 1990-их, Џексон је почео да носи своју иконичну гардеробу сребрне боје инспирисану војним стилом и симболичне наруквице током светске турнеје албума „Bad”. Касније наставља да наступа у истој опреми али овог пута у златној боји током турнеја албума „Dangerous” и „HIStory” када је носио више „футуристичну и свемирску” гардеробу. Крајем двадесетог века, задржава свој стил уз повремено ношење мајица које му једва прикривају груди. Џексонов креативни осећај стила је такође имао огроман утицај на млађе генерације. Описиван је као неко ко је имао иновативни осећај стила који је утицао на главне данашње модне правце и њене представнике као што су Ашер, Крис Браун, Бијонсе, Ријана, Кање Вест и многи други.

## Заоставштина и утицај
Џексон је трансформисао уметност музичких спотова и отворио је пут модерној поп музици у својој земљи. Његов рад, јединствени музички звук и вокални стил су утицали на хип хоп, рок, поп, ритам и блуз извођаче као што су: Бијонсе, Мараја Кери, Ашер, Крис Браун, Бритни Спирс, Мадона, Џастин Тимберлејк, Лудакрис, Фифти сент, Гејм, Фол аут бој, Гриндеј, Мајли Сајрус, Џон Мајер, Лени Кравиц и Ар Кели. Својим музичким и хуманитарним доприносима имао је утицај на млађе генерације широм света. Џексонови спотови заједно са музиком су помогли рушењу расних баријера када су први пут приказивани на Музичкој телевизији, постављајући релативно младу телевизију на мапу и мењајући њен укус са рока на поп и ритам и блуз музику. И данас је МТВ сконцентрисана већином на та два жанра. Џексон је остао главна фигура телевизије и током деведесетих година прошлог века.
Одмах након његове смрти 25. јуна 2009, МТВ је прекинула програм како би одала почаст његовом раду и прославила га. Канал је сатима приказивао Џексонове спотове уз специјалне емисије уживо на којим су славне личности реаговале поводом трагичног догађаја. Затим је преносио певачеву комеморацију. Годинама пре, спот за песму „Thriller” је приказао како може један спот бити кључ напретка једне музике и помоћи развитку једне телевизије (МТВ) и њеног утицаја међу млађим људима. Волтер Јетникоф, тада председник Си-Би-Ес-а је инсистирао на томе да канал, који је игнорисао музику црначких извођача, прикаже четрнаестоминутни клип. Данас, реп и ритам и блуз су нераздвојни делови стила Музичке телевизије.

### Почасти и награде
Мајкл Џексон је уврштен на холивудско Шеталиште славних 1984. године. Током своје каријере примио је бројне почасти и награде међу којим и Светску музичку награду за најпродаванијег мушког поп извођача миленијума, Америчку музичку награду за извођача века и Бамби награду за поп извођача миленијума. Два пута је уврштен у „Рокенрол халу славних”, једном као члан групе Џексон 5 1997. и касније као соло извођач 2001. године. Џексон је такође уврштен у „Халу славних текстописаца” 2002. године. Његова постигнућа укључују и многе Гинисове рекорде (осам признања је 2006. примио), 15 Греми награда, 26 Америчких музичких награда (24 као соло извођач), 13 број један синглова у својој соло каријери (више него иједан мушки извођач у ери топ-листе „Билборд хот 100”) и процењена продаја између 350 и 750 милиона албума широм света, што га чини најпродаванијим мушким поп соло извођачем.
Средином осамдесетих, „Тајм” је истакао: „Џексон је највећа ствар која се десила још од Битлса. Он је највећи феномен још од Елвиса Преслија. Могао би да буде најпопуларнији црначки певач свих времена.” „Венити Фер” је већ 1990. године назвао Џексона најпопуларнијим извођачем у историји шоу бизниса и генијем. Крајем 2007, Џексон је следеће изјавио о свом раду и будућем утицају:

### Приходи
Џексонова свеукупна зарада од соло издања, спотова, концерата и осталог процењује се на више од милијарду америчких долара. Неки аналитичари нагађају да његов музички каталог може бити вредности веће од милијарду долара. Ова претпоставка је како год, оповргнута финансијским документима „Асошијетед преса”. У њему пише да 31. марта 2007, Џексоново власништво половине каталога који дели са Сонијем је вредело 390,6 милиона долара и да је његов нето доходак био 236 милиона долара. Као један од најпознатијих мушкараца на свету, Џексонов приватни живот праћен јаким публицитетом заједно са успешном каријером га је чинио делом популарне културе више од четири деценије.

## Дискографија
Студијски албуми:
- „Got to Be There” (1972)
- „Ben” (1972)
- „Music & Me” (1973)
- „Forever, Michael” (1975)
- „Off the Wall” (1979)
- „Thriller” (1982)
- „Bad” (1987)
- „Dangerous” (1991)
- „HIStory: Past, Present and Future, Book I” (1995)
- „Invincible” (2001)

## Филмографија
| Година | Филм            | Улога                                 | Режисер             | Реф.    |
| ------ | --------------- | ------------------------------------- | ------------------- | ------- |
| 1978.  | The Wiz         | Страшило                              | Сидни Ламет         | [ 230 ] |
| 1986.  | Captain EO      | Капетан ЕО                            | Френсис Форд Копола | [ 231 ] |
| 1988.  | Moonwalker      | Мајкл Џексон                          | Џери Крајмер        | [ 232 ] |
| 1997.  | Ghosts          | Маестро/Градоначелник/Вукодлак/Костур | Стен Винстон        | [ 233 ] |
| 2002.  | Men in Black II | Агент Ем                              | Бери Соненефелд     | [ 234 ] |
| 2004.  | Miss Cast Away  | Агент Ем-Џеј                          | Брајан Мајкл Столер | [ 235 ] |
| 2009.  | This is It      | Мајкл Џексон                          | Кени Ортега         | [ 236 ] |

## Турнеје
- Bad World Tour (1987–89)
- Dangerous World Tour (1992–93)
- HIStory World Tour (1996–97)
- This Is It (2009–10)